# Жан Батист Камиј Коро
Жан Батист Камиј Коро (фр. Jean-Baptiste Camille Corot; Париз, 16. јул 1796 — Париз, 22. фебруар 1875) био је француски сликар.

## Биографија
Сликарством почиње да се бави тек 1822. инспирисан делима Клода Лорена и Николе Пусена. Више пута је боравио у Италији где је сликао панораме Рима (Поглед на Колосеум, 1825) и многобројне представе пејзажа. Био је повезан са уметницима Барбизонске школе али је ублажавао њихов реализам уносећи на слике митолошке и алегоријске елементе. Његови касни радови на којима су заступљене скале сивих тонова антиципирају импресионизам.
Поред пејзажа сликао је и актове на којима је приметан утицај Ђорђонеа и Вермера као и графике. Његов опус обухвата око 2000 слика, 300 цртежа и десетак графичких листова. Коро је сликар кога су још за живота критичари и колеге прозвали ”краљ пејзажа”. Иако никад није схватао мишљења импресиониста, сматра се да је управо он ослободио француски пејзаж од неокласичних канона и отворио пут уметности нове епохе (импресионизму). Најчешће је радио у шуми Фонтенбло која је била рај за сликаре тог времена, поготово за барбизонце. На сликама Коро не стреми да прикаже природу таква каква у ствари и јесте већ само свој утисак о њој, користећи њене облике и нијансе помоћу којих жели да изрази своје поетично расположење. Био је сликар широких, светлих хоризонта прекривених маглом, прозрачног неба из којих се виде његова искрена и пуна живота осећања.